# 劉斌 (川軍)
刘斌（?—?），字季昭，四川省资中县人。1912年4月，考入保定陆军军官学校第一期步兵科。毕业后，回川军刘存厚部任中下级军官。1916年1月，随部参加护国战争。1918年任四川陆军第三师第六旅旅长。1920年任四川陆军第五路总指挥。1921年任四川陆军第十师师长兼第九混成旅旅长。1923年被北京政府授予陆军中将。1924年8月，被北京政府授予将军府寅威将军。1925年5月，辞职赋闲。建国后，病逝于成都。